# Liste der Bodendenkmale in Bücken
In der Liste der Bodendenkmale in Bücken sind die Bodendenkmale der niedersächsischen Gemeinde Bücken aufgeführt. Die Quelle ist der Denkmalatlas Niedersachsen. 

Bücken im Landkreis Nienburg

Der Stand der Liste ist der 12. Januar 2025.

## Allgemein
In den Spalten finden sich folgende Informationen des Bodendenkmales:
Lagegeographische Koordinaten
BezeichnungBezeichnung lt. Denkmalatlas
BeschreibungBeschreibung lt. Denkmalatlas
IDObjekt-ID
BildBild, ggf. zusätzlich mit Link zu weiteren Fotos im Medienarchiv Wikimedia Commons.

## Calle

### Calle 2
- ID:40670429
- Ehemals sehr umfangreiches Grabhügelfeld, von dem 35 Grabhügel erfasst sind: 19 im nordwestlichen Bereich, fünf im nordöstlichen, sechs im südöstlichen , dazwischen vier. Über Jahrzehnte hinweg zerstört und angegraben. Schließen westlich an ein Megalithgrab an. Heute sind noch drei obertägig erhalten.

| Lage                       | Bezeichnung | Beschreibung                                                                                                | ID       | Bild |
| -------------------------- | ----------- | --- | -------- | ---- |
| 52° 46′ 36″ N, 9° 5′ 20″ O | Calle 6     | Durchmesser ca. 9 m und Höhe ca. 0,5 m.                                                                     | 36281145 | BW   |
| 52° 46′ 40″ N, 9° 5′ 10″ O | Calle 8     | Durchmesser ca. 20 m und Höhe ca. 1,6 – 1,8 m, mit verflachter Kuppe.                                       | 36305547 | BW   |
| 52° 46′ 36″ N, 9° 5′ 5″ O  | Calle 9     | Durchmesser ca. 15 m und Höhe ca. 1,2 m, südlicher Teil durch Ackerland zerstört, durch Eingrabung gestört. | 36305581 | BW   |
| 52° 46′ 36″ N, 9° 5′ 3″ O  | Calle 10    | Durchmesser ca. 8 m und Höhe ca. 0,6 m, von zwei Seiten durch Sandabfuhr angegraben.                        | 36305561 | BW   |
| 52° 46′ 32″ N, 9° 5′ 21″ O | Calle 29    | Durchmesser ca. 15 m und Höhe ca. 0,8 m, auf dem Rand ein Holzrückeweg, mehrere tiefe Eingrabungen.         | 36347336 | BW   |
| 52° 46′ 33″ N, 9° 5′ 17″ O | Calle 30    | Hügelrest vorhanden, ca. 9 × 14 m und Höhe ca. 0,5 m.                                                       | 36347399 | BW   |

### Calle 11
- ID:45716770
- Von ehemals mindestens 19 Grabhügeln sind heute noch 14, zum Teil nur noch als Hügelreste obertägig erhalten, die übrigen sind zerstört. Durchmesser der erhaltenen Hügeln 10 – 20 m, Höhe  0,5 – 1,6 m.

| Lage                       | Bezeichnung | Beschreibung | ID       | Bild |
| -------------------------- | ----------- | --- | -------- | ---- |
| 52° 46′ 39″ N, 9° 4′ 54″ O | Calle 11    | Durchmesser ca. 9 m und Höhe ca. 0,5 m, mit stark abgeflachter Kuppe, durch Randwall leicht gestört.               | 36305598 | BW   |
| 52° 46′ 49″ N, 9° 4′ 46″ O | Calle 13    | Durchmesser ca. 13 m und Höhe ca. 1,2 m, ein Drittel ist durch einen Weg und Sandentnahme zerstört.                | 36300061 | BW   |
| 52° 46′ 40″ N, 9° 4′ 56″ O | Calle 19    | Durchmesser ca. 20 m und Höhe ca. 1,6 m, mit verflachter Kuppe. Östlicher Teil zu 1/3 durch Sandentnahme zerstört. | 36386313 | BW   |
| 52° 46′ 41″ N, 9° 4′ 53″ O | Calle 20    | Durchmesser ca. 20 m und Höhe ca. 2 m, Kuppe zerwühlt, mit etlichen Eingrabungen.                                  | 36386379 | BW   |
| 52° 46′ 41″ N, 9° 4′ 53″ O | Calle 21    | Zerstörter Grabhügel mit Randrest von 9 × 8 m.                                                                     | 36386429 | BW   |
| 52° 46′ 42″ N, 9° 4′ 53″ O | Calle 22    | Durchmesser ca. 19 m und Höhe ca. 1,2 m, Störungen am Rande. Breite Pflugspuren.                                   | 36386451 | BW   |
| 52° 46′ 43″ N, 9° 4′ 54″ O | Calle 23    | Durchmesser ca. 14 m und Höhe ca. 1 m, ein alter zugewachsener Kopfstich.                                          | 36386474 | BW   |
| 52° 46′ 45″ N, 9° 4′ 46″ O | Calle 24    | Durchmesser ca. 13 m und Höhe ca. 1 m, schön gewölbt, mit gut abgesetzten Rändern.                                 | 36386521 | BW   |
| 52° 46′ 43″ N, 9° 4′ 46″ O | Calle 26    | Durchmesser ca. 15 m und Höhe ca. 1,4 m, mit sehr großem Kopfstich.                                                | 36386601 | BW   |
| 52° 46′ 43″ N, 9° 4′ 48″ O | Calle 27    | Durchmesser ca. 18 m und Höhe ca. 1,5 m, mit abgeflachter Kuppe, weist alten Kopfstich auf.                        | 36386618 | BW   |
| 52° 46′ 47″ N, 9° 4′ 46″ O | Calle 32    | Durchmesser ca. 6 m und Höhe ca. 0,4 m, nur noch Randpartien erhalten, wahrscheinlich beim Wegebau zerstört.       | 36300075 | BW   |
| 52° 46′ 40″ N, 9° 4′ 52″ O | Calle 33    | Größe ca. 15 × 11 m und Höhe ca. 0,8 m, nach Osten auslaufend, sonst abgesetzt.                                    | 36305774 | BW   |
| 52° 46′ 40″ N, 9° 4′ 50″ O | Calle 34    | Größe ca. 17 × 11 m und Höhe ca. 1 m, mit etlichen Störungen und stark abgeflachter Kuppe.                         | 36306481 | BW   |
| 52° 46′ 40″ N, 9° 4′ 49″ O | Calle 35    | Durchmesser ca. 13 m und Höhe ca. 1 m, am Nordrand abgegraben.                                                     | 36306495 | BW   |

## Duddenhausen
| Lage                       | Bezeichnung                | Beschreibung | ID       | Bild |
| -------------------------- | -------------------------- | --- | -------- | ---- |
| 52° 47′ 6″ N, 9° 5′ 22″ O  | Duddenhausen 1, Grabhügel  | Durchmesser ca. 19 m und Höhe ca. 1,2 m, mit großer Kuppenmulde im Zentrum.                                                                      | 36280926 | BW   |
| 52° 47′ 21″ N, 9° 5′ 10″ O | Duddenhausen 2, Grabhügel  | Durchmesser ca. 12 m und Höhe ca. 0,6 m. | 40606034 | BW   |
| 52° 47′ 8″ N, 9° 5′ 20″ O  | Duddenhausen 16, Grabhügel | Durchmesser ca. 15 m und Höhe ca. 0,8 m, nach allen Seiten abgesetzt.                                                                            | 36280890 | BW   |
| 52° 47′ 53″ N, 9° 5′ 4″ O  | Duddenhausen 22, Grabhügel | Durchmesser ca. 19 m und Höhe ca. 1 m, nach Süden Rand auslaufend, sonst abgesetzt.                                                              | 40606485 | BW   |
| 52° 47′ 22″ N, 9° 5′ 6″ O  | Duddenhausen 25, Grabhügel | Durchmesser ca. 12 m und Höhe ca. 0,8 m, am Nordost-Rand rechteckige Eingrabung, von allen Seiten etwas angegraben, im Norden alte Sandentnahme. | 45716837 | BW   |
| 52° 47′ 6″ N, 9° 5′ 14″ O  | Duddenhausen 26, Grabhügel | Durchmesser ca. 12 m und Höhe ca. 0,6 m, Rand leicht abgesetzt, Oberfläche erscheint unregelmäßig mit vielen Mulden.                             | 48597300 | BW   |